# Vossieuscelus fontebouensis
Vossieuscelus fontebouensis es una especie de coleóptero de la familia Attelabidae.

## Distribución geográfica
Habita en Brasil.